# FTR Moto

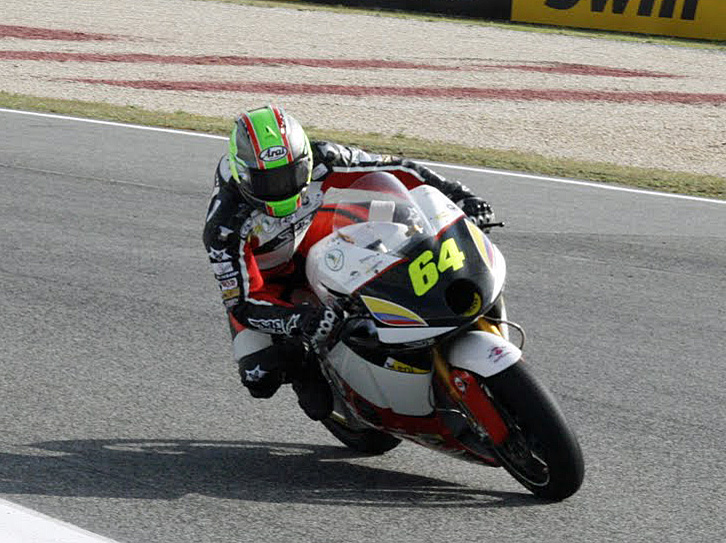
Santiago Hernández com a moto FTR M211

FTR Moto foi uma companhia motociclística britânica. O nome é uma abreviação de Fabrication Techniques Racing Motorcycles.

## História
A companhia foi fundada em 1994 como Fabrication Techniques por Steve Bones e em 1995 foi ajudada por Kenny Roberts e a TWR para construir chassis para as suas motos Modenas KR3 (depois a moto Proton KR3). A fabricante utilizava suas motos em competições como a MotoGP e a Superbike. Em 2012, a companhia foi vendida para a Heads of the Valley Development Company, uma empresa cujo objetivo é dar vida ao novo circuito inglês denominado Circuit of Wales. Desde então, a FTR Moto passou por severas perdas financeiras, deixou de produzir chassis e acabou indo à falência em 2016. No ano seguinte seus proprietários anunciaram a venda dos ativos intelectuais da empresa, entre eles o direito de uso de nome e imagem da marca FTR.